# Rivière Boutin
Rivière Boutin är ett vattendrag i Kanada.   Det ligger i provinsen Québec, i den östra delen av landet, 1 200 km norr om huvudstaden Ottawa.
Omgivningarna runt Rivière Boutin är i huvudsak ett öppet busklandskap. Trakten runt Rivière Boutin är nära nog obefolkad, med mindre än två invånare per kvadratkilometer.